# Franciszek Piper
Franciszek Piper (* 1941 Varšava) je polský historik, spjatý zejména s tematikou holocaustu a koncentračního tábora Auschwitz - Birkenau.

## Životopis
V roce 1959 dokončil gymnázium Stefana Żeromského v Bílsku-Bělé a zahájil studium historie na Jagellonské univerzitě v Krakově. V roce 1964 získal magisterský titul a doktorát obhájil v roce 1979 za práci Zatrudnienie więźniów KL Auschwitz. Organizacja pracy i metody eksploatacji siły roboczej, pojednávající o využívání vězeňské pracovní síly v Auschwitz - Birkenau.
V roce 1965 začal pracovat jako asistent historicko-výzkumného oddělení Státního muzea Auschwitz-Birkenau. Od 90. let byl jeho vedoucím. V této funkci setrval až do září roku 2008, kdy odešel do důchodu.
Od roku 1980 se začal zabývat problematikou vyvražďování vězňů v KL Auschwitz. Výsledky svého výzkumu publikoval nejprve ve zkrácené verzi v Izraeli v roce 1991 a později již celé v knize Ilu ludzi zginęło w KL Auschwitz. Liczba ofiar w świetle źródeł i badań 1945 - 1990 (Kolik lidí zemřelo v KL Auschwitz. Počet obětí ve světle pramenů a výzkumů z let 1945-1990).

## Práce
- Zatrudnienie więźniów KL Auschwitz. Organizacja pracy i metody eksploatacji siły oboczej. Osvětim 1981, poč. s. 484. Vyšlo také anglicky a německy
- Ilu ludzi zginęło w KL Auschwitz. Liczba ofiar w świetle źródeł i badań 1945-1990. Osvětim 1992, poč. s. 221. Vyšlo také anglicky (zkrácená verze) a německy.
- Zagłada, 3. díl kolektivní práce Auschwitz 1940-1945. Węzłowe zagadnienia z dziejów obozu, Osvětim 1995, poč. s. 218. Vyšlo také anglicky a německy.
- Rola obozu koncentracyjnego w Oświęcimiu w realizacji hitlerowskiej polityki eksterminacji ludności żydowskiej. Varšava 1983, poč. s. 14.

Kromě těchto prací často publikuje v různých časopisech.